# La Bosse (Sarthe)
La Bosse település Franciaországban, Sarthe megyében. Lakosainak száma 153 fő (2022. január 1.). La Bosse Saint-Georges-du-Rosay, Saint-Denis-des-Coudrais, Boëssé-le-Sec, Saint-Martin-des-Monts és Saint-Aubin-des-Coudrais községekkel határos.

## Népesség
A település népességének változása:
| Lakosok száma | 121  | 133  | 135  | 137  | 139  | 142  | 144  | 146  | 153  |
|               | 2013 | 2015 | 2016 | 2017 | 2018 | 2019 | 2020 | 2021 | 2022 |